# Серадзьке воєводство (1339—1793)
Сєра́дзьке воєво́дство (лат. Palatinatus Siradiensis, пол. Województwo sieradzkie) — адміністративно-територіальна одиниця Королівства Польського та Корони Польської в Речі Посполитій. Існувало в 1339—1793 роках. Створене на основі земель Серадзького князівства. Входило до складу Великопольської провінції. Належало до регіону Великопольща. Розташовувалося в західній частині Речі Посполитої, на півдні Великопольщі. Головне місто — Серадз. Очолювалося серадзькими воєводами. Сеймик воєводства збирався у містечку Шадек. Мало представництво із 5 сенаторів у Сенаті Речі Посполитої. Складалося з 6 повітів. Станом на 1791 рік площа воєводства становила 11 689,53 км². Населення в 1790 році нараховувало 286 875 осіб. Ліквідоване 1793 року під час другого поділу Речі Посполитої. Територія воєводства увійшла до складу провінції Південна Пруссія королівства Пруссія.

## Повіти
- Велунський повіт → Велунь (Велуньська земля)
- Острешовський повіт → Острешов (Велуньська земля)
- Пйотрковський повіт → Пйотрков
- Радомщанський повіт → Радомсько
- Серадзький повіт → Серадз
- Шадековський повіт → Шадек